# Johann Benedict Listing
Johann Benedict Listing (Francoforte sul Meno, 25 luglio 1808 – Gottinga, 24 dicembre 1882) è stato un matematico, fisico e geodeta tedesco.

## Biografia
Nasce da famiglia di origine ceca e di pochi mezzi. Già in giovane età dimostrò una vivace intelligenza e questo gli valse l'appoggio di benefattori che gli consentirono di frequentare una buona scuola dell'età di 8 anni. In questa  ottenne buoni risultati sia in campo scientifico che in campo artistico. Dal 1825 al 1830 frequentò un Gymnasium e poté impadronirsi delle lingue inglese, francese, latina e italiana e di conoscenze matematiche e scientifiche.
Nel 1830 entrò nell'Università di Gottinga dove seguì una varietà di corsi. In particolare seguì i corsi di Carl Friederich Gauss che, riconosciutene le doti, lo invitò al suo circolo di amici che comprendeva anche Wilhelm Eduard Weber. Naturalmente l'influenza di Gauss su Listing fu molto marcata: da lui ricevette le nozioni fondamentali di topologia e con Gauss condusse esperimenti sul magnetismo terrestre.
Nel 1834 ottenne il dottorato con una dissertazione sulla geometria delle superfici dal titolo De superficiebus secundi ordinis. Successivamente compì un viaggio in Sicilia con l'amico geologo Sartorius von Walterhausen per raccogliere dati geologici e in una lunga lettera con la quale riferiva dei suoi studi al suo primo insegnante utilizza per la prima volta il termine topologia, preferendolo al termine geometria situs allora più usato in riconoscimento dell'autonomia che questa disciplina poteva pretendere.
Nel 1837 ottenne un posto di insegnante di matematica ad Hannover e nel 1839, grazie ad una segnalazione di Gauss, ebbe una cattedra di fisica. In questa posizione si dedicò allo studio dell'ottica dell'occhio umano e nel 1847 pubblicò un testo che ebbe notevole successo dal titolo Beiträge zur physiologischen Optik. Ripresi gli studi di topologia nel 1847 pubblicò un libro di tono introduttivo dal titolo Vorstudien zur Topologie. Va detto che in seguito al termine topologia fu preferito quello di analysis situs, fino a quando esso fu rilanciato nella forma di topology negli anni 1920 da Solomon Lefschetz. Nel 1858 Listing scoprì le proprietà della superficie che ora è ampiamente nota come nastro di Möbius, indipendentemente e un poco prima di questi. Nel 1862 pubblicò un'altra opera importante, per la topologia, Der Census raumlicher Complexe oder Verallgemeinerung des Euler'schen Satzes von den Polyedern, riguardante la generalizzazione dai poliedri ai complessi simpliciali della formula di Eulero sulla caratteristica di Eulero.
Listing si occupò ampiamente di geodesia eseguendo molte osservazioni e coordinando campagne di misurazioni; a lui si deve anche il termine geoide.
Ma egli si occupò di molti altri problemi: dalle osservazioni meteorologiche alle spettroscopiche, dalla determinazione dello zucchero nelle urine dei diabetici,  all'industria degli strumenti ottici. A lui si deve il conio di molti termini tuttora in uso, oltre a topologia e geoide: punti nodali, fenomeni entropici, luce omocentrica, sistema telescopico e micron, nel senso di milionesimo di metro.